# Љубиша Диковић
Љубиша Диковић (Титово Ужице, 22. мај 1960) је генерал у пензији и бивши Начелник Генералштаба Војске Србије. Тренутни председник СУБНОР-а Србије.

## Биографија
Завршио је Војну академију — смер пешадија 1984, Генералштабну школу 1996, а Школу националне одбране 2000. године. Био је командант Копнене војске од марта 2009. до децембра 2011. На дужност начелника Генералштаба постављен је 12. децембра 2011. године. Фонд за хуманитарно право га је оптужио да је одговоран за ратне злочине на Косову и Метохији, међутим Тужилаштво за ратне злочине Србије је одмах одбацило ове наводе наводећи да не постоји никакав основ за сумњу да је Диковић крив за ратне злочине. Активна војна служба му се завршила 14. септембра 2018. године, истог дана је одликован Орденом Карађорђеве звезде првог степена.
Ожењен је. Отац је двоје деце.

## Образовање
- Средња војна школа
- Војна академија КоВ, 1984. године
- Командноштабна академија, 1996. године
- Школа националне одбране, 2000. године

## Досадашње дужности
- начелник Генералштаба Војске Србије 2011-2018
- командант Копнене војске Војске Србије 2009-2011
- командант Команде за обуку 2007-2009
- начелник штаба Здружене оперативне команде ГШ ВС 2006-2007
- заменик начелника Управе за оперативне послове ГШ ВСЦГ 2006
- заменик НГШ ВСЦГ за КоВ 2005
- начелник штаба Команде Ужичког корпуса 2004-2005
- начелник одељења у Команди Ужичког корпуса 2003-2004
- начелник одсека КоВ Војне академије 2001-2003
- командант 37. моторизоване бригаде 1998-2001
- начелник штаба 37. моторизоване бригаде 1996-1998
- командант 16. граничног батаљона 1992-1996
- командир питомачке чете на ВА, смер пешадија 1991-1992
- командир питомачког вода 1989-1991

## Унапређења у чинове
| Година |  | Чин                 |
| ------ |  | ------------------- |
| 1984   |  | потпоручник         |
| 1985   |  | поручник            |
| 1988   |  | капетан             |
| 1992   |  | капетан I класе     |
| 1994   |  | мајор               |
| 1998   |  | потпуковник         |
| 1999   |  | пуковник            |
| 2005   |  | генерал-мајор       |
| 2007   |  | генерал-мајор       |
| 2009   |  | генерал-потпуковник |
| 2013   |  | генерал             |

## Награде и признања

### Одликовања
- Орден Карађорђеве звезде првог степена (2018)
- Орден белог орла са мачевима првог степена (2015)
- Орден Светог цара Константина (6. октобар 2013)
- Орден за заслуге у областима одбране и безбедности првог степена (2001)

### Медаље
- Војна спомен-медаља за учешће на здруженим тактичким вежбама, 2017.
- Медаља официрске солидарности, 2017.
- Војна спомен-медаља за учешће у борбеним дејствима на територији СФРЈ, 2016.
- Војна спомен-медаља за учешће у борбеним дејствима на територији СРЈ, 2015.
- Војна споменица за обележавање јубиларних годишњица Војске Србије, 2015.
- Војна споменица за учешће на војној паради „Београд 2014“, 2014.
- Медаља за ревносну службу – златна, 2011.
- Војна спомен-медаља за изузетне резултате у војној служби за официра – први пут, 2011.
- Спомен-медаља годишњице ЈНА за 50 година, 1991.
- Медаља за војне заслуге, 1987.